# Хаљина
Хаљина је одевни предмет, којег обично носе жене и девојчице. Дужина хаљине варира зависно о моди и прилици. Може бити дуга до пода или кратка изнад колена. Изглед хаљине мењао се током историје. Постоји много различитих облика хаљина.

## Преглед
Хаљине су спољашњи део одеће који се састоји од стезника и сукње и може се израдити у једном или више комада. Хаљине су генерално погодне и за свечану и за лежерну одећу на Западу за жене и девојке.
Историјски гледано, хаљине су могле укључивати и друге одевне предмете као што су корзети, киртле, партлети, подсукње, огртачи и стомахери.

## Историја
Стари Римљани носили су доњу хаљину, тунику и горњу хаљину, тогу. Са временом хаљине су постале сложеније и раскошније. У градовима су модне промене биле чешће, док су на селима носили народну ношњу. Постајале су хаљине за свакодневно ношење и хаљине за свечане прилике, које су биле раскошније. У прошлости су главни материјали за израду хаљина били лан, конопља, памук, вуна и свила. Све до модерног доба, носиле су се готово искључиво дуге хаљине, оне до пода или дуге до чланка. Такође, све до око 1800. године, жене нису носиле панталоне, већ хаљине и сукње. У времену барока, носиле су се отмене хаљине са кринолинама и стезницима. У новије време, појавили су се нови материјали за израду хаљина, нови облици и кројеви хаљина.

### 11. век
У 11. веку, жене у Европи су носиле хаљине које су биле сличне мушким туникама и биле су лабаве, са порубом који је сезао до испод колена или ниже. До краја века, ове хаљине су се чвршће уклапале на рукама и горњем делу тела жена. Хаљине су биле припијене тако што су на бочним странама хаљине имале прорезе који су били чврсто затегнути како би пристајали женској фигури.

### 16. век
Почевши од 1550-их, жене из средње и више класе у Европи носиле су хаљине које су укључивале мантил, огртаче, киртл, плашт, предњи део, рукаве, нараменице и партлет. Доње рубље се није носило испод. У Енглеској је краљица Елизабета диктирала какве хаљине жене смеју да носе. Францускиње су биле инспирисане стезницима у шпанском стилу и такође су носиле наборане крагне. Француске хаљине су биле познате као марлоте. У Италији су хаљине биле познате као ропа и семара. Хаљине у 16. веку су такође приказивале површинску декорацију као што је вез, а посебно је био популаран црни рад.
Женске хаљине у Русији током 16. и 17. века идентификовале су место жене у друштву или њиховој породици.

### 17. век
Холандија, као центар текстилне производње, била је посебно запажена област иновација у моди одевања током 17. века. У Шпанији и Португалу жене су носиле стомахере док су у Енглеској и Француској хаљине постале „природнијег“ облика. Чипка и ресеци су били популарни украси. Сукње су биле пуне, са правилним наборима, и сукња је омогућавала приказ доње сукње од контрастног материјала. Изрези су такође постали нижи. Вез који је одражавао научна открића, као што су новооткривене животиње и биљке, био је популаран. У британским колонијама, вишеделне хаљине су такође биле популарне, мада мање луксузне. Богате жене које су живеле у шпанским или холандским колонијама у Америци копирале су моду која је била популарна из њихових домовина.
Троделна хаљина, која је имала стезник, подсукњу и хаљину, била је популарна све до последњих 25 година века, када је постала популарнија мантова, или једноделна хаљина. Корзети су постали важнији у хаљинама до 1680-их.
Раднице и жене у ропству у Америци користиле су једноставне шаре за креирање смена, вунених или ланених подсукњи и одора и памучних хаљина. Доњи део сукњи је могао да се увуче у појас када је жена била у близини ватре за кување или грејање.

### 18. век
Велике, троугласте силуете су биле омиљене током 18. века, сукње су биле широке и подупрте доњом сукњом са карикама. Једноделне хаљине остале су популарне све до средине века. Током 1760-их у Француској, подсукње с карикама су смањене у величини. Такође су фаворизоване светлије боје и светлије тканине. У колонијалној Америци жене су најчешће носиле хаљину и подсукњу, у којој се сукња хаљине отварала и откривала подсукњу испод. Жене су такође имале јахачку одећу која се састојала од подсукње, јакне и прслука.
Француска мода у погледу хаљина постала је веома брзо променљива током каснијег дела 18. века. Током овог периода, дужина модерних хаљина је незнатно варирала, између дужине до глежња и до пода. Између 1740. и 1770. француска хаљина је била веома популаран међу женама из више класе. У Француској је империјални стил постао популаран након Француске револуције. Овај једноставнији стил је такође фаворизовала Жозефина Бонапарта, жена Наполеона. Други популарни стилови током револуције укључивали су хаљине тунике и negligée à la patriot, који је имао црвене, беле и плаве боје заставе.

### 19. век
Женске хаљине у 19. веку почеле су да се класификују према добу дана или намени хаљине. Хаљине високог струка биле су популарне све до 1830. године.
Хаљине са почетка деветнаестог века у Русији су биле под утицајем класицизма и биле су направљене од танких тканина, при чему се неке биле полутранспарентне. Елизабет Виже-Лебран је носила ове врсте хаљина са кратком сукњом (долази до чланака) када је живела у Русији између 1785. и 1801. године и многе Рускиње су копирале њен стил. До 1840-их, Рускиње су се окретале ономе што је било у моди у Европи.
Европски стилови хаљина су драматично поспешили развој обручасте сукње и кринолином подржане стилове из 1860-их, а затим је пуноћа прекривена и повучена на леђа. Хаљине су имале „дневни“ стезник са високим деколтеом и дугим рукавима и „вечерњи“ стезник са ниским изрезом (деколте) и веома кратким рукавима. У Русији су металне сукње биле познате као „малаховке“. Сукње из 1860-их биле су богато украшене.
Да би спавале, жене на америчком Западу су носиле хаљине до пода од белог памука са високим крагнама које су биле украшене. Разни Индијанци, као што су Навахо и Мескалеро Апачи, почели су да прилагођавају дизајн својих хаљина тако да више личе на Европљане са којима су долазили у контакт. Навахо жене су даље прилагодиле европски дизајн, уграђујући сопствени осећај за лепо, „стварајући хозхо“.
Обрасци за шивење од папира за жене да саме шију своје хаљине почели су да буду доступни током 1860-их, када је Батерик Паблишинг компанија почела да их промовише. Ови узорци су класификовани по величини, што је била нова иновација.
Хаљине из викторијанског доба биле су припијене и украшене фалтама, сакупљањима и наборима. Жене у Сједињеним Државама које су биле укључене у реформу одевања 1850-их нашле су се у центру пажње, позитивне и негативне. До 1881. године формирано је Друштво за рационалну одећу као реакција на рестриктивно одевање тог доба.

## Врсте хаљина
- Венчана хаљина или венчаница је дуга, обично бела хаљина коју облачи млада за венчање.
- Мала црна хаљина је кратка, непретенциозна вечерња или коктел хаљина, коју је лансирала модна креаторица Коко Шанел.
- Матурска хаљина је свечана хаљина, коју девојке облаче за матурску забаву.
- Коктел хаљина је хаљина предвиђена за неформалне прилике попут забава.
- Хаљина за бал носи се у посебно свечаним приликама попут балова.
- Вечерња хаљина за вечерње и ноћне изласке.
- Пословна хаљина се облачи за пословне и службене прилике.
- Летња хаљина је неформална, лагана хаљина која се носи преко лета.
- Духовничка хаљина или хабит коју носе духовници и духовнице.